# Рапід-Сіті (Мічиган)
Рапід-Сіті (англ. Rapid City) — переписна місцевість (CDP) в США, в окрузі Калкаска штату Мічиган. Населення — 1357 осіб (2020).

## Географія
Рапід-Сіті розташований за координатами 44°50′18″ пн. ш. 85°17′23″ зх. д. / 44.83833° пн. ш. 85.28972° зх. д. (44.838445, -85.289849).  За даними Бюро перепису населення США в 2010 році переписна місцевість мала площу 14,24 км², з яких 14,01 км² — суходіл та 0,23 км² — водойми.

## Демографія
Згідно з переписом 2010 року, у переписній місцевості мешкали 1352 особи в 569 домогосподарствах у складі 370 родин. Густота населення становила 95 осіб/км².  Було 912 помешкання (64/км²).
Расовий склад населення:
| - 95,0 % — білих - 0,6 % — корінних американців - 0,4 % — чорних або афроамериканців - 0,1 % — азіатів |

До двох чи більше рас належало 3,8 %. Частка іспаномовних становила 0,8 % від усіх жителів.
За віковим діапазоном населення розподілялося таким чином: 23,1 % — особи молодші 18 років, 59,8 % — особи у віці 18—64 років, 17,1 % — особи у віці 65 років та старші. Медіана віку мешканця становила 43,1 року. На 100 осіб жіночої статі у переписній місцевості припадало 103,0 чоловіків;  на 100 жінок у віці від 18 років та старших — 99,2 чоловіків також старших 18 років.
Середній дохід на одне домашнє господарство  становив 62 811 долар США (медіана — 38 125), а середній дохід на одну сім'ю — 76 335 доларів (медіана — 42 138). Медіана доходів становила 30 682 долари для чоловіків та 32 714 долари для жінок. За межею бідності перебувало 26,2 % осіб, у тому числі 33,3 % дітей у віці до 18 років та 7,0 % осіб у віці 65 років та старших.
Цивільне працевлаштоване населення становило 667 осіб. Основні галузі зайнятості: виробництво — 21,6 %, роздрібна торгівля — 13,5 %, мистецтво, розваги та відпочинок — 13,5 %.